# Belgrano (Rosario)
Belgrano es un histórico barrio de la ciudad de Rosario (provincia de Santa Fe, Argentina). Tiene como límites la avenida Circunvalación al oeste, la calle Solís al este, las vías del ferrocarril Mitre al norte y la avenida 27 de febrero al sur.

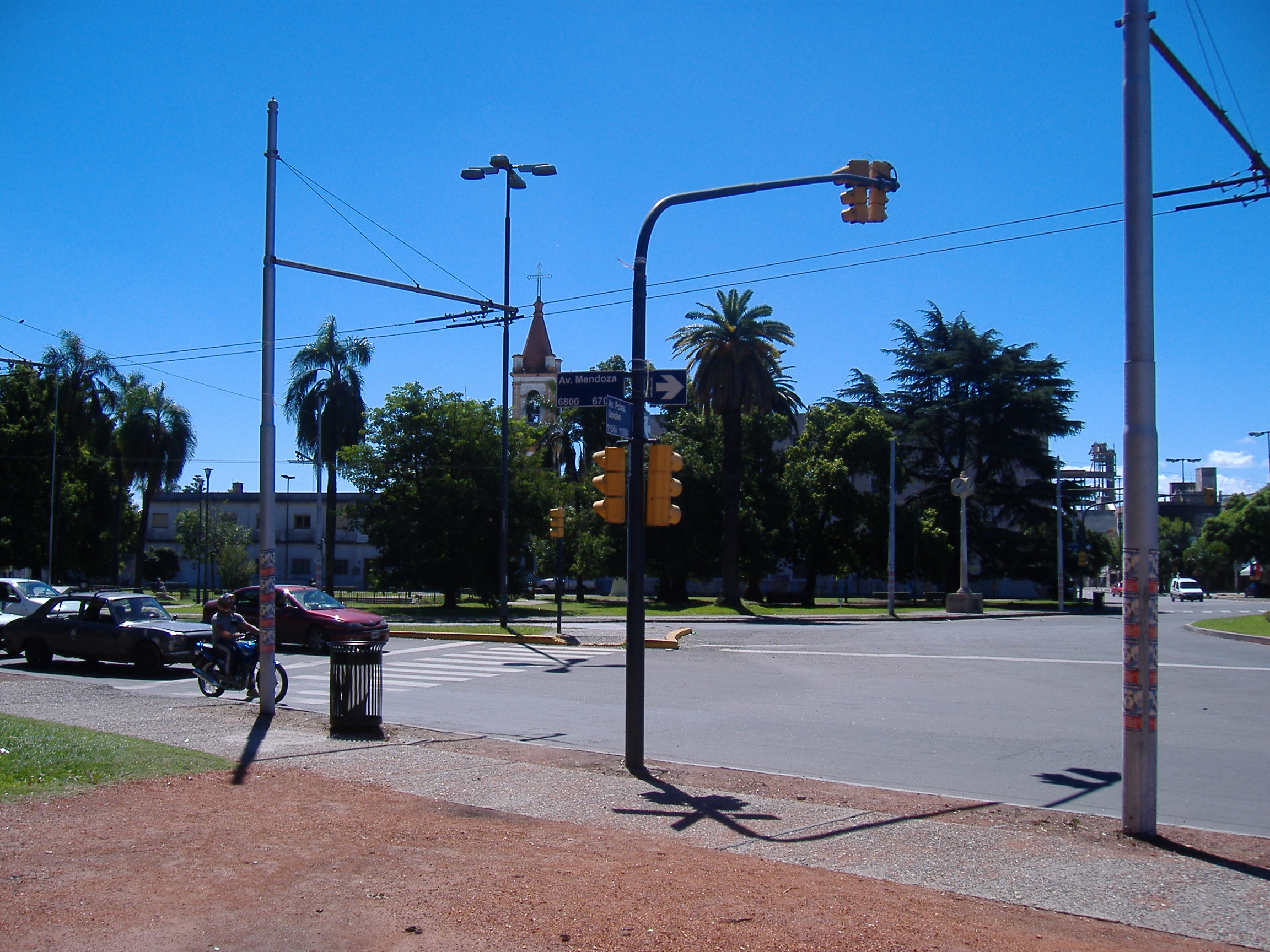
Intersección de Mendoza y Av. Provincias Unidas.

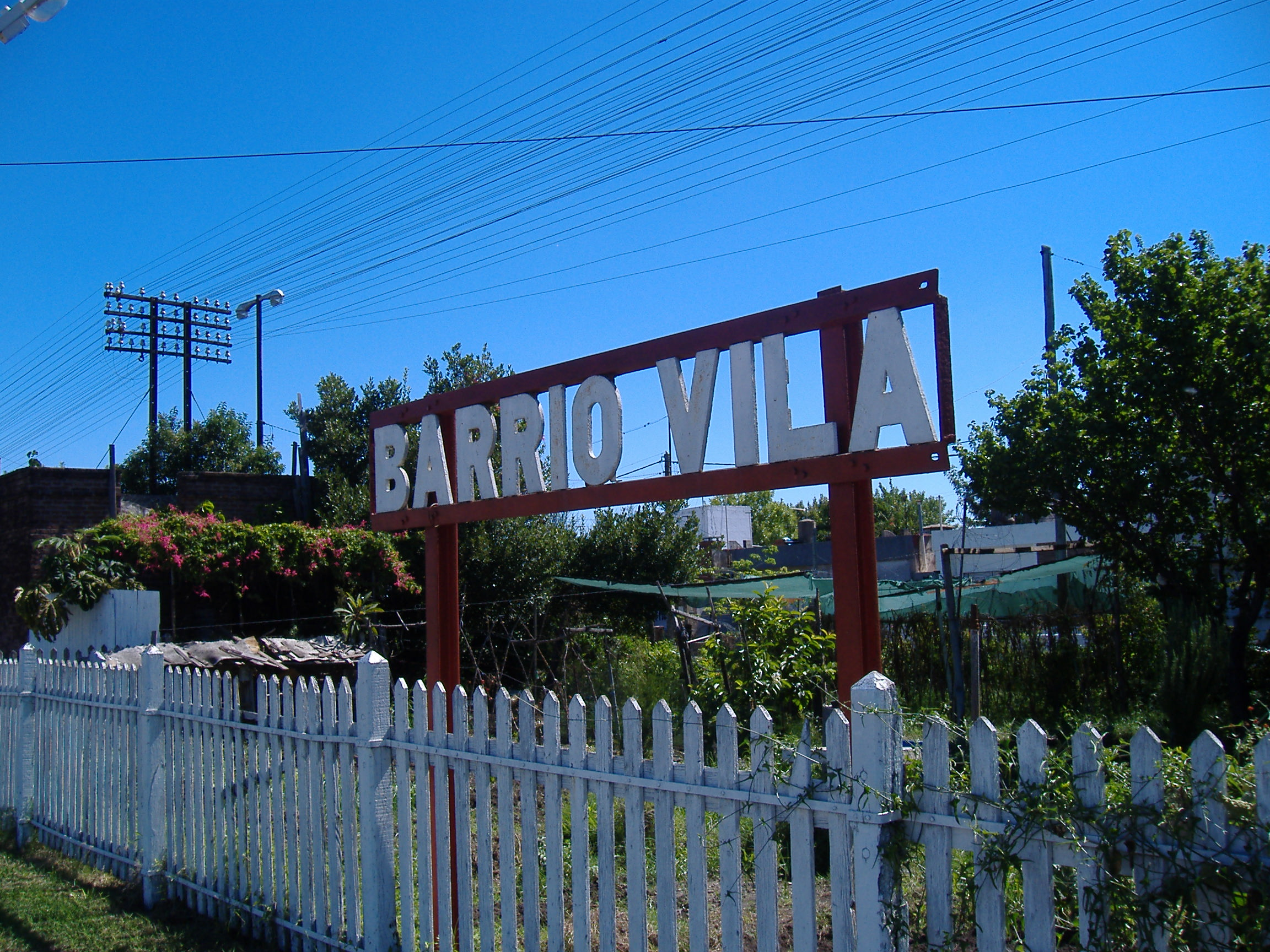
Cartel ferroviario con el viejo nombre del vecindario.

## Historia
Su símbolo y centro neurálgico son las Cuatro Plazas, cuyo nombre oficial es Parque Mitre. Allí, a fines del siglo XIX, se creó el pueblo Eloy Palacios. Los primeros habitantes eran quinteros que poblaron un terreno de 91 hectáreas adquirido en 1889 por María Echagüe de Vila.
Pronto el pequeño poblado se comenzó a llamar Barrio Vila (por Nicasio Vila).
Desde sus orígenes, las principales vías de comunicación fueron las avenidas Mendoza y Provincias Unidas. En torno a su intersección (el parque Bartolomé Mitre, llamado popularmente Cuatro Plazas), nació la parroquia San Antonio de Padua en 1891. 
En 1892 se erigió otra de las principales escuelas de la zona, la Escuela n.º 91, República del Brasil.
En 1903 se inauguró el colegio de la Inmaculada Concepción, unido al templo de San Antonio de Padua. 
Por entonces el barrio era conocido por estar en cercanías del cementerio La Piedad. Para llegar a él se utilizaba, desde 1906, el tranvía eléctrico.
En 1910, celebrando el Centenario de la Revolución de Mayo, el barrio Vila cambió a su nombre actual en homenaje al abogado y patriota porteño Manuel Belgrano.
A principios de 1916 el ex Concejo Deliberante de Rosario llamó a concurso para realizar un monumento con busto del general porteño Dr. Manuel Belgrano (1770-1820), en conmemoración de la Independencia.
Se presentaron Lola Mora, Erminio Blotta y las casas de escultura Fontana y Girola. Ganó Blotta y realizó la obra en cuatro meses.
El 9 de julio de 1916 se inauguró en la plaza de calle Mendoza y avenida Provincias Unidas el monumento, en cemento pompeyano, y placa en forma de bandera, de bronce. Era un muro o estela sobre dos escalones, en cuya base central descansaba el busto del prócer.
En la inauguración, niñas escolares portaron la placa («¡recién embadurnada con una pátina de betún de Judea!») sentadas en un carruaje, hasta el emplazamiento («¡las pobres quedaron cubiertas del betún!»).
El pedestal y todo el resto fue hurtado o destruido en 1936. 
El barrio cuenta desde 2005 con una emisora de radio, la Estación del Sol 101.7, que se encarga de informar y compartir las distintas problemáticas del barrio.

## Parroquia San Antonio de Padua (Barrio Belgrano)
A fines del siglo XIX llegaban periódicamente a este sitio, antes de constituirse oficialmente el “pueblo Eloy Palacios”, los Padres Franciscanos dependientes de la Iglesia Santa Rosa de Lima de la ciudad de Rosario para atender a las necesidades espirituales de las familias agrupadas en la zona.
Según consta en los archivos parroquiales, el 8 de noviembre de 1891 se celebran la Santa Misa y los dos primeros bautismos, con la presencia de los feligreses, dentro de la Capilla, en el día de su inauguración. Esta estaba construida en el corazón del poblado, precisamente frente a las cuatro plazas, en la manzana donada a tal efecto por la Sociedad Vila Hnos.
Con el paso del tiempo, se hace realidad el anhelo de los fieles de contar con una asistencia espiritual permanente y el 26 de enero de 1908 se procede a su erección canónica por la que queda constituida en Parroquia, dependiente en ese momento de la diócesis de Santa Fe.
Muchas personas y vecinos, familias y grupos se reunieron espontánea y socialmente alrededor de la iglesia, la escuela, las instituciones, el comercio, la vivienda, etcétera. Muchos fieles y sacerdotes trabajaron también en busca del adelanto material y del crecimiento espiritual en el antiguo “pueblo Eloy Palacios”, luego llamado “Barrio Vila” y actualmente “Barrio Belgrano”.

### Sacerdotes 1908-1910
- R.P. Rafael Bornin
- R.P. Ramón Cerrillo

### Párrocos
- Pbro. Domingo Pettinari (1910 - 1938)
- Pbro. Tito J. Arpesella (1939 - 1978)
- Pbro.Tomás Santidrián (1978 - 1987)
- Pbro. Agustín Bulian (1987 - 2001)
- Adm. Pquial. Pbro. José C. Cortez (1999 - 2003)
- Pbro. Tomás A. Castellarín (2003-)

### Sacerdotes que ejercieron su ministerio en nuestra comunidad parroquial
- Pbro. Luis M. Lorenzo
- Pbro. Oscar Lupori
- R. P. Francisco Amundarain
- Pbro. Pablo Sudar
- Pbro. Jorge R. Franchini
- Pbro. José Todescato
- Pbro. Mario Ciccorossi
- Pbro. Emilio Cardarelli
- Pbro. Roberto Mancino
- Pbro. Jorge Talijancic
- Diác. Carlos Ramírez
- Pbro. Adolfo Tardío
- Pbro. Juan José Calandra
- Pbro. Carlos D. Rotondo
- Pbro. Gastón A. De Donatis
- Pbro. Marcelo Bertollo
- Pbro. Fernando Ciccarelli
- Pbro. Cristian Albornoz